# Brechainville
Brechainville is een gemeente in het Franse departement Vosges (regio Grand Est) en telt 47 inwoners (2009). De plaats maakt deel uit van het arrondissement Neufchâteau.

## Geografie
De oppervlakte van Brechainville bedraagt 14,0 km², de bevolkingsdichtheid is dus 3,4 inwoners per km².
De onderstaande kaart toont de ligging van Brechainville met de belangrijkste infrastructuur en aangrenzende gemeenten.

## Demografie
Onderstaande figuur toont het verloop van het inwonertal (bron: INSEE-tellingen).